# Екатериновский сельский совет (Лозовской район)
Екатери́новский се́льский сове́т — входил до 2020 года в состав Лозовского района Харьковской области Украины.
Административный центр сельского совета находился в селе (Е)катериновка.

## История
- 1919 — дата образования.

## Населённые пункты совета
- село Екатери́новка[1][3][5][6][9][10][11][12][13][14][15][16][17][18][19][20]
- село Братолю́бовка
- село Долговое
- село Миха́йловка
- село Светло́вщина

### Ликвидированные населённые пункты
- село Наста́совка